# Salford
Salford är en stad i distriktet Salford, i grevskapet Greater Manchester i England i Storbritannien. Staden är sedan århundraden tillbaka sammanvuxen med Manchester. Staden hade 108 409 invånare år 2021. Staden nämndes i Domedagsboken (Domesday Book) år 1086, och kallades då Salford.
Den populära brittiska TV-serien Coronation Street utspelar sig i staden. 
Salford är också känd för de inbitna The Smiths-anhängarna efter att The Smiths poserat utanför Salford Lads Club som numera finns som posters. Salford Lads club är ett hak för unga män. 
Punkpoeten och komikern John Cooper Clarke är född och uppvuxen i staden där han också påbörjade sin karriär på 1970-talet. 2013 blev han hedersdoktor vid stadens universitet. 
University of Salford fick universitetsstatus 1967 och har omkring 20 000 studenter.